# Liga NSO Županja 1987./88.
'"Liga Nogometnog saveza općine Županja", također i kao "Liga NSO Županja", "Općinska nogometna liga Županja" za sezonu 1987./88. je bila liga šestog stupnja nogometnog prvenstva Jugoslavije. 
 
Sudjelovalo je 11 klubova, a prvak je bio klub "Slavonija" iz Soljana. 

## Ljestvica
| mj. | klub                      | ut. | pob. | ner. | por. | gol+ | gol- | bod |
| --- | ------------------------- | --- | ---- | ---- | ---- | ---- | ---- | --- |
| 1.  | Slavonija Soljani         | 24  | 17   | 3    | 4    | 71   | 24   | 37  |
| 2.  | Šokadija Babina Greda     | 24  | 15   | 3    | 6    | 49   | 30   | 33  |
| 3.  | Slavonac Gradište         | 24  | 13   | 4    | 9    | 60   | 40   | 30  |
| 4.  | Budućnost Šiškovci        | 24  | 12   | 6    | 6    | 37   | 33   | 30  |
| 5.  | RAŠK Rajevo Selo          | 24  | 13   | 3    | 8    | 57   | 35   | 29  |
| 6.  | Pionir Županja            | 24  | 11   | 3    | 10   | 48   | 44   | 25  |
| 7.  | Krajišnik Vrbanja         | 24  | 10   | 4    | 10   | 51   | 44   | 24  |
| 8.  | Tomislav Cerna            | 24  | 9    | 5    | 10   | 46   | 55   | 23  |
| 9.  | Sloga Štitar              | 24  | 9    | 2    | 13   | 56   | 55   | 20  |
| 10. | Sloga Račinovci           | 24  | 9    | 2    | 13   | 43   | 52   | 20  |
| 11. | Posavac Posavski Podgajci | 24  | 8    | 3    | 13   | 46   | 67   | 19  |
| 12. | Srijemac Strošinci        | 24  | 6    | 3    | 15   | 33   | 62   | 15  |
| 13. | Mladost Đurići            | 24  | 2    | 3    | 19   | 28   | 80   | 7   |

## Rezultatska križaljka
| kratica | klub                      | BUD | KRA | MLA | PIO | POS | RAŠK | SLAVA | SLAVI | SLOR | SLOŠ | SRI | ŠOK | TOM |
| --- | ------------------------- | --- | --- | --- | --- | --- | ---- | ----- | ----- | ---- | ---- | --- | --- | --- |
| BUD | Budućnost Šiškovci        |     |     |     |     |     |      |       |       |      |      |     |     |     |
| KRA | Krajišnik Vrbanja         |     |     |     |     |     |      |       |       |      |      |     |     |     |
| MLA | Mladost Đurići            |     |     |     |     |     |      |       |       |      |      |     |     |     |
| PIO | Pionir Županja            |     |     |     |     |     |      |       |       |      |      |     |     |     |
| POS | Posavac Posavski Podgajci |     |     |     |     |     |      |       |       |      |      |     |     |     |
| RAŠK | RAŠK Rajevo Selo          |     |     |     |     |     |      |       |       |      |      |     |     |     |
| SLAVA | Slavonac Gradište         |     |     |     |     |     |      |       |       |      |      |     |     |     |
| SLAVI | Slavonija Soljani         |     |     |     |     |     |      |       |       |      |      |     |     |     |
| SLOR | Sloga Račinovci           |     |     |     |     |     |      |       |       |      |      |     |     |     |
| SLOŠ | Sloga Štitar              |     |     |     |     |     |      |       |       |      |      |     |     |     |
| SRI | Srijemac Strošinci        |     |     |     |     |     |      |       |       |      |      |     |     |     |
| ŠOK | Šokadija Babina Greda     |     |     |     |     |     |      |       |       |      |      |     |     |     |
| TOM | Tomislav Cerna            |     |     |     |     |     |      |       |       |      |      |     |     |     |
| |                           |     |     |     |     |     |      |       |       |      |      |     |     |     |
| podebljan rezultat - utakmice od 1. do 13. kola (1. utakmica između klubova) rezultat normalne debljine - utakmice od 14. do 26. kola (2. utakmica između klubova) rezultat nakošen - nije vidljiv redoslijed odigravanja međusobnih utakmica iz dostupnih izvora rezultat smanjen * - iz dostupnih izvora nije uočljiv domaćin susreta prekrižen rezultat - poništena ili brisana utakmica p - utakmica prekinuta 3:0 p.f. / 0:3 p.f. - rezultat 3:0 bez borbe |                           |     |     |     |     |     |      |       |       |      |      |     |     |     |

 Izvori: